# Angelika Sheridan

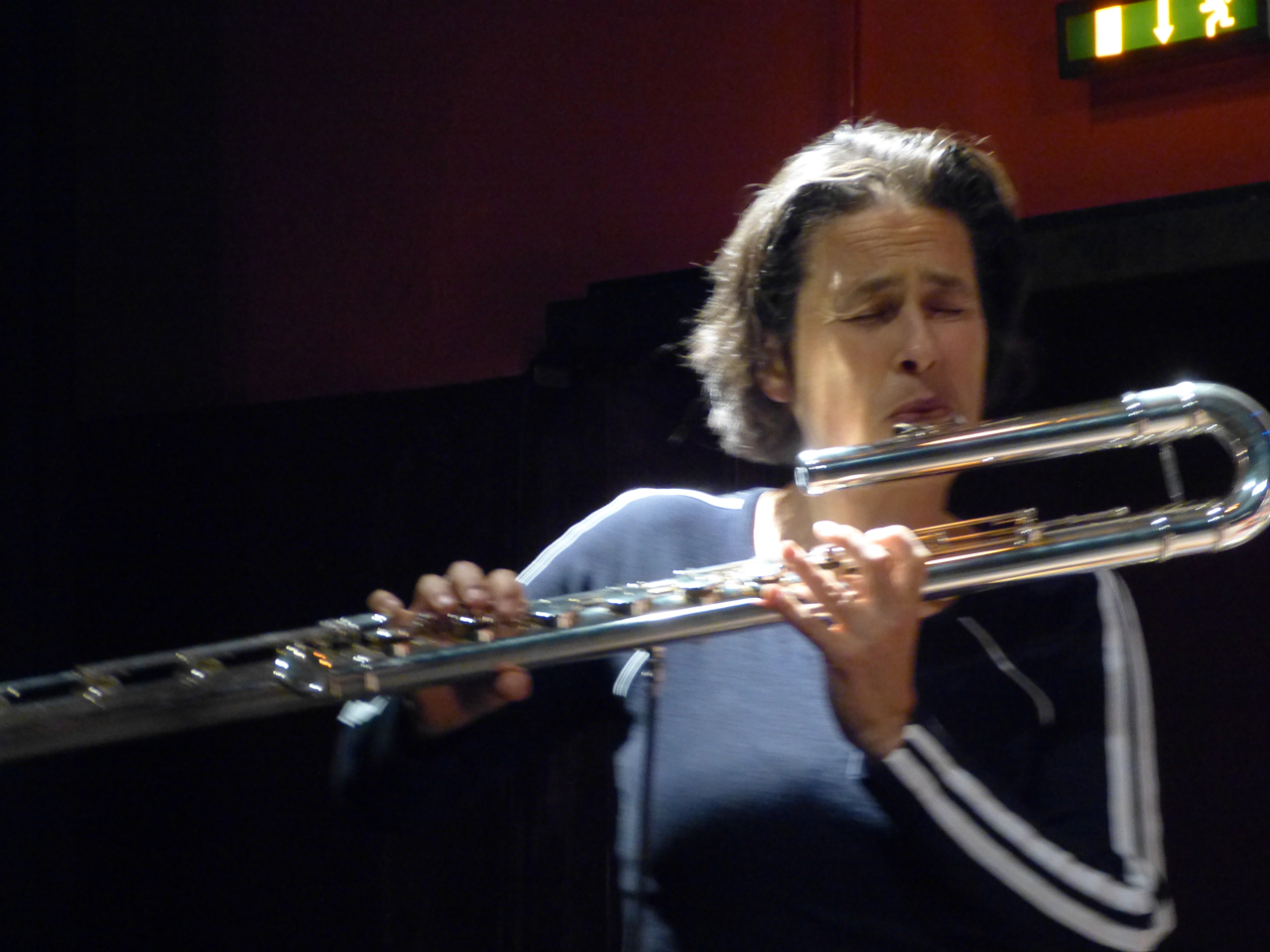
Angelika Sheridan (beim Gedächtniskonzert für Peter Kowald, September 2012 im Stadtgarten Köln)

Angelika Sheridan (* 1965 als Angelika Flacke) ist eine deutsche Improvisationsmusikerin (Flöte, Bassflöte) und Musikpädagogin.

## Leben und Wirken
Sheridan absolvierte ein klassisches Flötenstudium an der Folkwang Hochschule Essen; als Abgängerin erhielt sie 1990 den Folkwangpreis. Zunächst tätig als Konzertflötistin, arbeitete sie seit 1990 zunehmend im Bereich der freien Improvisation und in spartenübergreifenden Projekten mit Bildender Kunst und Tanz, u. a. mit Peter Kowald, Michel Doneda, Carl Ludwig Hübsch, Hans Schneider, Gunda Gottschalk, Sebastian Gramss, Matthias Schubert, Dirk Marwedel, Wolfgang Schliemann, Alexander Frangenheim, Thomas Lehn, Lê Quan Ninh, Géraldine Keller, John Butcher und Paul Lytton. Mit Peter Kowald und Eckard Koltermann verfasste sie die Filmmusik zu Mein Herz – Niemandem! von Helma Sanders-Brahms. Auch war sie an Butch Morris’ Aufführung von Wuppertal Testament 1995 beteiligt. Gegenwärtig spielt sie im Duo mit Frank Niehusmann (Strom), seit 2004 im Duo mit Ute Völker, seit 2006 im Ensemble Hiatus, ferner mit dem Ensemble X, Blind Date Quartet (mit Ulrike Stortz, Scott Roller und John Hollenbeck) und dem Multiple Joyce Orchestra und dem Insub Meta Orchestra.
Sheridan hat einen Lehrauftrag für Flöte, Improvisation und Didaktik an der Hochschule für Musik und Tanz Köln;  außerdem unterrichtet sie an der Musikschule in Monheim am Rhein.

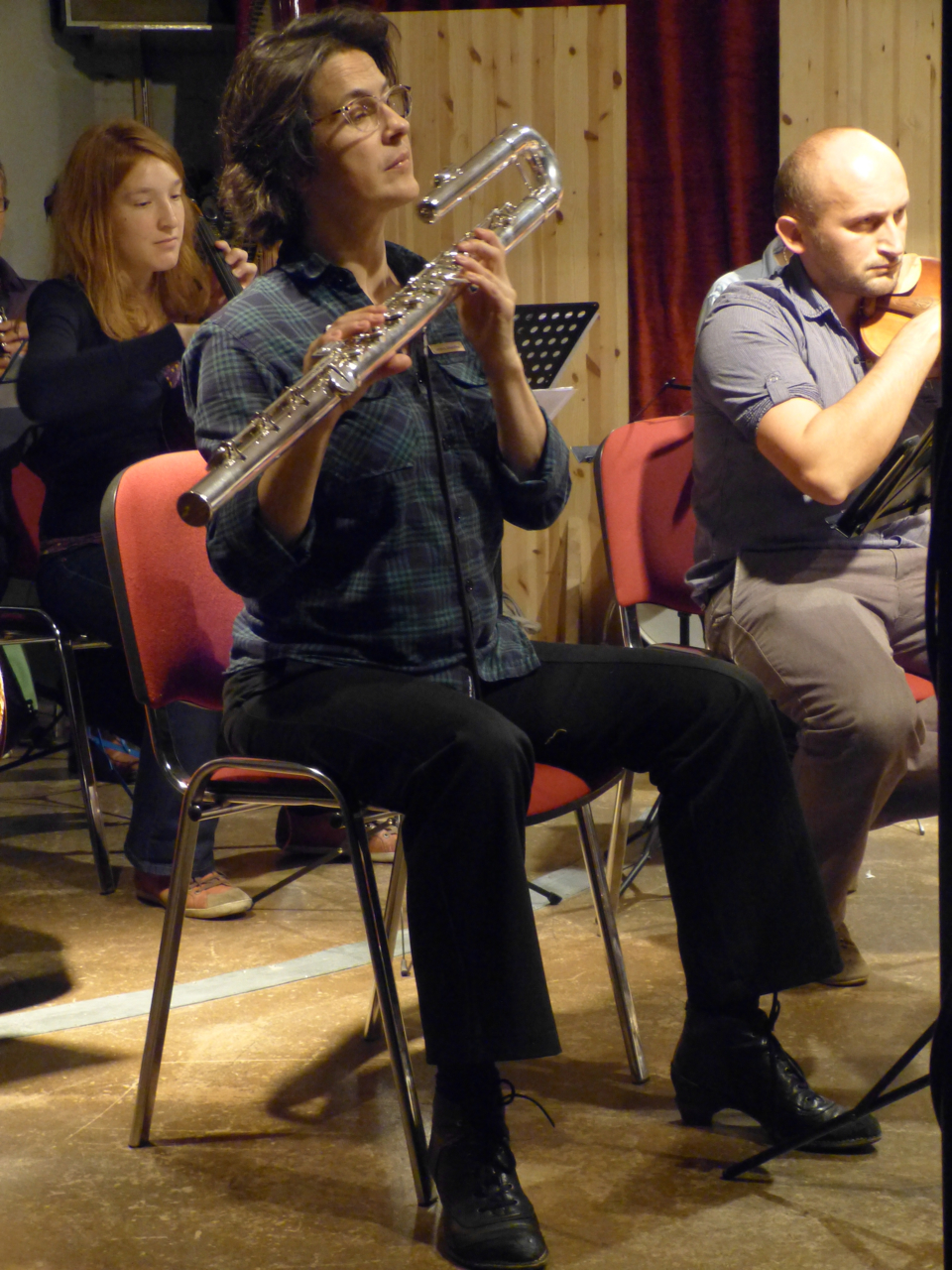
Angelika Sheridan (beim Cage-Konzert des Multiple Joy(ce) Orchestra am 23. Oktober 2012 im Loft (Köln))

## Diskographische Hinweise
- Peter Kowald / Ort Ensemble Wuppertal Cuts (FMP, 1995)
- Ute Völker/Angelika Sheridan – Leuchtfische (Valve Records, 2008)
- Scott Fields & Multiple Joyce Orchestra – Moersbow / Ozzo (Clean Feed Records, 2009)
- Ensemble X – Ensemble X (Red Toucan Records, 2012)
- Blind Date Quartet – John Hollenbeck/Scott Roller/Ulrike Stortz/Angelika Sheridan (gpe Records, 2009)
- Strom – Frank Niehusmann/Angelika Sheridan (NurNichtNur, 2016)
- 9 Compositions for the Multiple Joyce Orchestra – Matthias Schubert (Red Tucan Records 2013)
- Escape – degem14 / Strom – Umschaltplan (Edition Degem 2016)